# Anaxipha atrifrons
Anaxipha atrifrons är en insektsart som först beskrevs av Bruner, L. 1916.  Anaxipha atrifrons ingår i släktet Anaxipha och familjen syrsor. Inga underarter finns listade i Catalogue of Life.